# شیمی آلی کروم

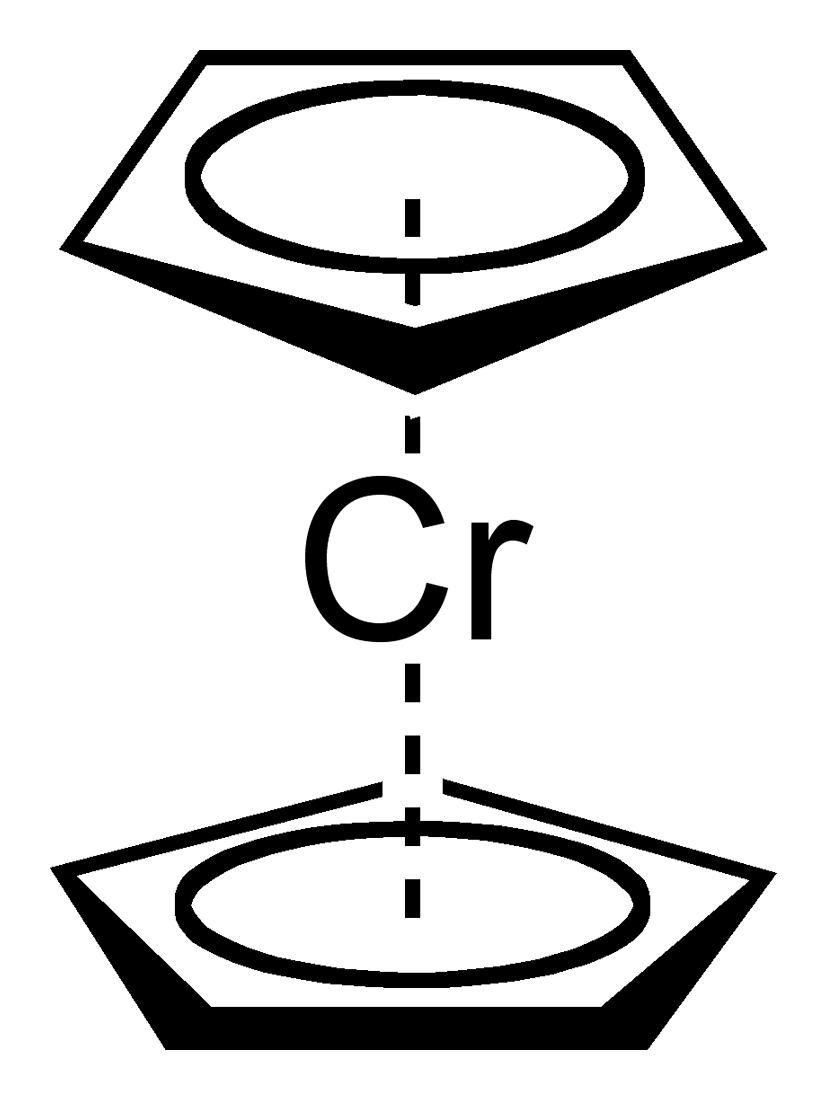
کروموسن

شیمی آلی کروم(به انگلیسی: Organochromium chemistry) شاخه‌ای از علم شیمی آلی فلزی است که به بررسی ترکیبات شامل پیوند کربن و کروم می‌پردازد.نخستین ترکیب آلی کروم توسط فرانز هین و در سال ۱۹۱۹ کشف شد.